# Жіноча збірна Казахстану з хокею із шайбою
Жіноча збірна Казахстану з хокею із шайбою — національна збірна Казахстану. Команда перебуває під опікою Казахстанської федерації хокею із шайбою. В самому Казахстані налічується 175 хокеїсток.

## Історія
Нині збірна Казахстану посідає сімнадцяту сходинку рейтингу ІІХФ. Найвища позиція на чемпіонатах світу шоста позиція у 2009 році.

## Результати

### Виступи на чемпіонатах світу
- 1999 – 1 місце (Група В, кваліфікація)
- 2000 – 1 місце (Група В)
- 2001 – 8 місце (Дивізіон І)
- 2003 – 2 місце (Дивізіон І)
- 2004 – 1 місце (Дивізіон І)
- 2005 – 7 місце
- 2007 – 9 місце
- 2008 – 1 місце (Дивізіон І)
- 2009 – 6 місце
- 2011 – 8 місце
- 2012 – 6 місце 1-е місце (Дивізіон І, Група А)
- 2013 – 5 місце (Дивізіон І, Група В)
- 2014 – 6 місце (Дивізіон І, Група В)
- 2015 – 1 місце (Дивізіон II, Група А)
- 2016 – 3 місце (Дивізіон І, Група В)
- 2017 – 2 місце (Дивізіон І, Група В)
- 2018 – 4 місце (Дивізіон І, Група В)
- 2019 – 5 місце (Дивізіон ІВ)
- 2022 – 4 місце (Дивізіон ІВ)
- 2023 – 6 місце (Дивізіон ІВ)
- 2024 – 1 місце (Дивізіон ІІА)
- 2025 – 4 місце (Дивізіон ІВ)

### Виступи на Олімпійських іграх
- 2002 – 8-е місце

### Виступи на чемпіонатах Європи
- 1996 – 6-е місце (Група В)

### Виступи на Зимових азійських Іграх
- 1996 – Бронзові медалі
- 1999 – Бронзові медалі
- 2003 – Золоті медалі
- 2007 – Золоті медалі
- 2011 – Золоті медалі